# Kuzulca
Kuzulca ist ein Dorf (Köy) im Landkreis Pülümür der türkischen Provinz Tunceli. Im Jahr 2011 lebten in Kuzulca 35 Menschen.